# Deutsche Wappenrolle
Deutsche Wappenrolle (niem. Niemiecka Rola Herbowa) – współczesny herbarz wydawany przez "Herold" Verein für Heraldik, Genealogie und verwandte Wissenschaften zu Berlin e. V., niemieckie towarzystwo heraldyczne istniejące od 1869 r.
W wydanych do tej pory 65 tomach (tom 65 w 2001 r.) rejestrowane są nowo utworzone i stare herby rodzin z terenów niemieckojęzycznych, bądź rodzin pochodzenia niemieckiego z innych krajów.